# 阿斯塔拉
38°27′22″N 48°52′43″E / 38.45611°N 48.87861°E

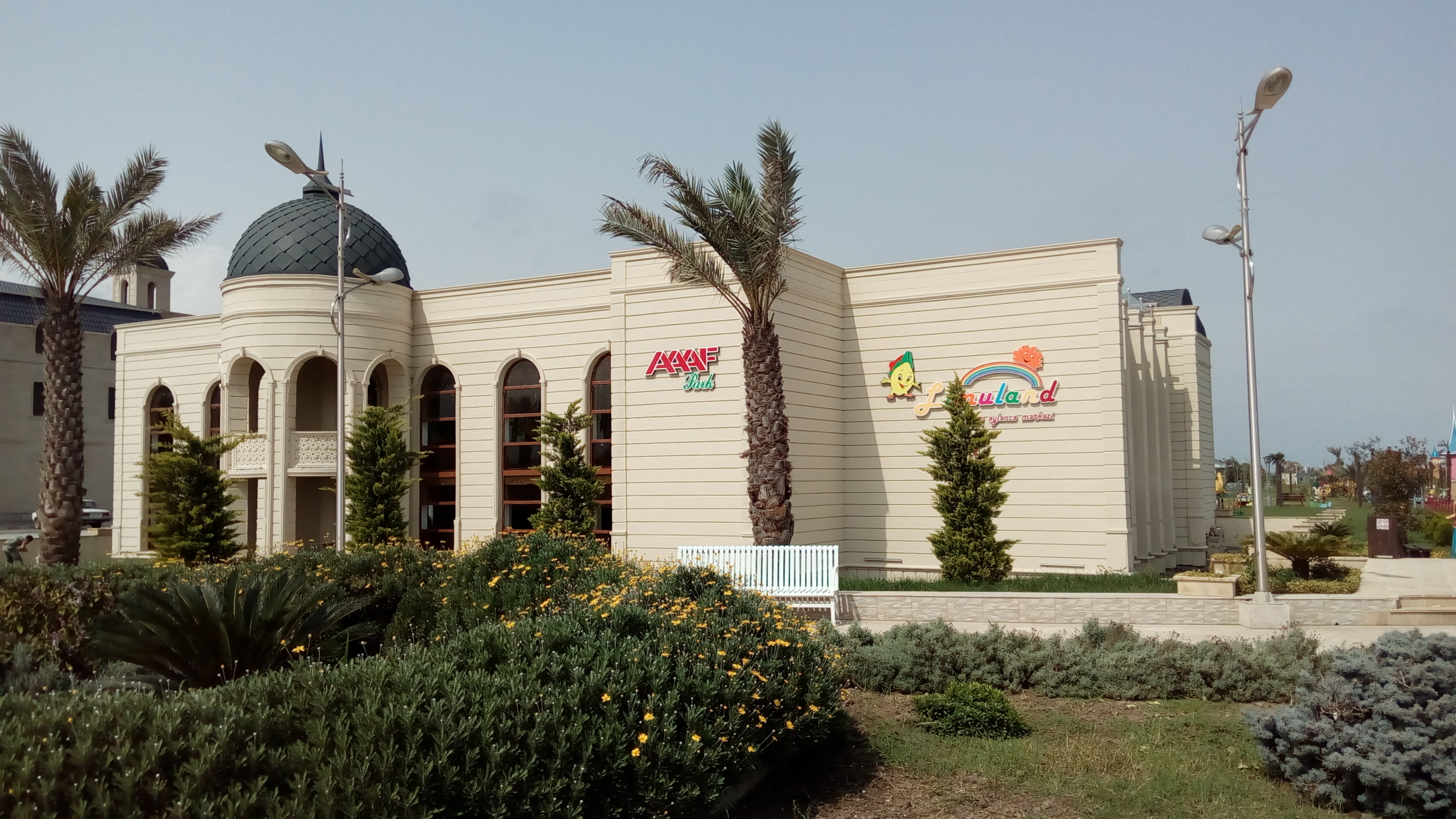
阿斯塔拉

阿斯塔拉（Astara）是阿塞拜疆的城鎮，也是阿斯塔拉區的首府，位於該國東南部，毗鄰與伊朗接壤的邊境，面積616平方公里，受副熱帶濕潤氣候影響，每年平均降雨量1,264毫米，2008年人口16,130。

## 外部連結
- MSN Map - elevation = 4m